# Marcaria
Marcaria är en ort och kommun i provinsen Mantua i regionen Lombardiet i Italien. Kommunen hade 6 531 invånare (2018).